# Cascadeur
Cascadeur, pseudonimo di Alexandre Longo (Metz, ...), è un cantautore francese.

## Biografia
Discendente di una famiglia di immigrati italiani, Cascadeur inizia a suonare il pianoforte all'età di otto anni. I suoi genitori sono entrambi musicisti: suo padre suona l'oboe e sua madre il pianoforte. Comincia a farsi conoscere dal grande pubblico nel 2008 vincendo un concorso promosso dal settimanale francese Les Inrockuptibles.
Il 17 marzo 2011 viene pubblicato il suo primo brano, Into The Wild, e il giorno dopo ne viene pubblicato un secondo, Memories: rilascia un brano al giorno fino al 27 marzo. Il giorno dopo, il 28 marzo 2011, esce il suo album di debutto, The Human Octopus.
Il 28 aprile 2013 viene pubblicato il primo estratto dal suo EP Ghost Surfer, che esce il 23 settembre. Vengono inoltre annunciate le date dei concerti tenuti in Francia, Belgio, Lussemburgo e Svizzera per promuovere l'EP.
Nel 2014 esce l'album Ghost Surfer, pubblicato in due versioni, sia come unico CD sia come doppio CD contenente l'album e l'EP.

## Discografia
- 2011 – The Human Octopus
- 2014 – Ghost Surfer
- 2018 – Camera
- 2022 - Revenant